# 函館馬車鉄道
函館馬車鉄道株式会社（はこだてばしゃてつどう）とは、かつて北海道函館にて馬車鉄道を運営していた軌道事業者。後に電力会社の函館水電（現・北海道電力）により電化（路面電車化）され、現在は函館市企業局交通部（函館市電）が事業を引き継いでいる。

## 概要
亀函馬車鉄道（きかんばしゃてつどう）と函館鉄道が前身の馬車鉄道で、東京馬車鉄道および小田原馬車鉄道の技術指導により弁天町（後の函館どつく前） - 東川町（後の東雲町）間を開業させたのが起源になっている。本社は東川町（現在、東雲町。函館市役所東側グリーンベルト、1992年（平成4年）4月1日に廃止された東雲線労働会館前停留場が最寄り駅）。明治42年度の路線距離は9.31マイル、保有客車40両（総定員1280人）、貨車2両、馬匹167頭であった。

## 歴史
明治20年代の湯の川温泉は函館 - 湯の川温泉間の道路が悪路で雨が降れば泥濘で膝まで没するといわれるありさまであった。このため客足が落ちていき旅館や料亭などは不況に陥っていた。下湯川村の一商人であった佐藤祐知はこの交通事情を改善すべく蒸気鉄道の敷設を決意した。区間は下湯川村を経て旧・根崎村までであった。もっとも函館の人には相手にされず費用は佐藤が負担する約束で発起人数名をようやく確保することができた。
佐藤は1890年（明治23年）より上京をかさね鉄道の調査を進めていたが、東京の馬車鉄道を見学する機会を得てより簡便な馬車鉄道に方針を変更し馬車鉄道敷設の請願をおこなった。ところが反対も多くなかなか許可がおりなかった。函館区の警察署長、そして人力車の車夫たちが猛烈に反対し、特に後者は徒党を組んで佐藤を襲う勢いで取り囲むという反対運動をした。
そこで佐藤は北海新聞の加藤政之助を訪ね協力を得ることに成功。さらに元函館控訴院長の西岡逾明も加わりこの2名の強力な援助のもとに亀函馬車鉄道は創立をみることが出来た。社長は加藤が副社長は西岡が就任し佐藤は総取締役兼監督に就くことになった。明治29年2月函館区議会、同区役所、亀田郡役所が馬車鉄道敷設賛成に転じることになり、遂に軌道敷設特許状が下付されることになった。
当初の順路は、弁天-末広町-若松町-亀田橋と蓬莱町-東川町-湯の川の2線である。

### 年表
- 1890年（明治23年） 佐藤祐知、蒸気鉄道敷設請願運動を開始[7]
  - 明治23年8月 軌道条例公布
- 1894年（明治27年）1月 亀函馬車鉄道株式会社設立[8][9]
- 1896年（明治29年）4月30日　函湯鉄道株式会社（のちの函館鉄道株式会社）の設立が許可される（田代坦之など）
- 1897年（明治30年）12月12日 亀函馬車鉄道、弁天町 - 東川町（後の東雲町）間の馬車鉄道を開業
- 1898年（明治31年）
  - 1月9日 亀函馬車鉄道、十字街 - 鶴岡町（後の函館駅前停留場） - 東川町間を開業
  - 8月19日 函館鉄道（函館 - 湯川間未開業）と合併し函館馬車鉄道株式会社に改称[10]
  - 9月29日 鶴岡町 - 海岸町間が開業
  - 10月21日 海岸町 - 亀田 間が開業
  - 12月12日 東川町 - 湯川 間が開業
- 1903年（明治36年）7月8日（1904年（明治37年）4月29日とも[11]）海岸町 - 亀田 間が廃止
- 1911年（明治44年）10月1日 函館水電が函館馬車鉄道を買収

## 運輸成績
| 年   | 輸送人員（人） | 乗車料金（円） | 馬匹数（頭） |
| ---- | -------------- | -------------- | ------------ |
| 1898 | 1,467,375      | 27,134         |              |
| 1899 | 2,027,127      | 46,482         | 125          |
| 1900 | 2,369,129      | 57,168         | 140          |
| 1901 | 2,751,985      | 66,726         | 144          |
| 1902 | 2,775,122      | 66,689         | 160          |
| 1903 | 3,226,388      | 63,796         | 159          |
| 1904 | 3,302,141      | 61,170         | 155          |
| 1905 | 3,644,144      | 63,233         | 165          |
| 1906 | 4,137,002      | 69,611         | 159          |
| 1907 | 3,989,251      | 84,385         | 159          |
| 1908 | 3,680,886      | 83,879         | 159          |
| 1909 | 2,874,405      | 88,904         | 167          |
| 1910 | 2,952,631      | 91,610         | 165          |
| 1911 | 2,966,385      | 96,620         | 167          |
| 1912 | 2,924,402      | 100,346        | 166          |

- 『湯の川温泉と馬車鉄道』202頁

## 車両
開業時に客車25両を東京の松井工場（車輪はイギリス製）に注文した。26-31号（明治32年6月到着）、32-38号（明治33年6月到着）も松井工場製。39-40号（明治41年5月到着）は東京の大塚工場製であった。
統計からの推測であるが、客車の定員は32名。写真からみると窓配置O5Oのモニタルーフ2頭曳き。1902年（明治35年）3月第11回内務省土木局統計では長さ15尺4寸、幅6尺3寸。
工学会誌第二百四十七巻（明治三十五年十二月）に掲載されている「馬車鉄道其他運輸開業中ノ軌道」明治三十五年三月一日現在によれば、客車38両と貨車2両の40両で営業していると記録されている。
電化時、不要になった客車は登別温泉軌道（1915年（大正4年）12月3日開業）に譲渡されたという。

## 軌道
軌間は1372mm（馬車軌間）であり、かつてイギリスのスコットランド中部の炭鉱鉄道で多く採用されていた。スコッチゲージと呼ばれる。本家では1846年に英国の「1846年軌間統一法」で新設での採用は認められなくなり、直通の便を図るために1435mmに統一、1860年代には消滅した。

## 停留場
停留場名の出典は　廣瀬弘司（編）『函館学2007　講義資料　函館路面電車の歩み』 函館市交通局　函館市高等教育機関連携推進協議会　函館市 2007年 p.1
- 辨天停留場
- 基坂停留場
- 恵比須町停留場
- 蓬莱町停留場
- 新蔵前停留場
- 永国橋停留場
- 東浜町停留場
- 仲浜町停留場
- 西浜町停留場
- 鶴岡町停留場
- 若松町停留場
- 亀田停留場
- 東巡査派出所前停留場
- 東川町停留場
- 大門前停留場
- 東川橋停留場
- 千代ヶ岱停留場
- 営署前停留場
- 五稜郭停留場
- 開発停留場
- 柏野停留場
- 深堀停留場
- 競馬場前停留場
- 芦堀停留場
- 鮫川橋停留場
- 寺野停留場
- 湯の川停留場

## 関連人物
- 佐藤祐知
- 渋沢栄一 - 株主として関わる[16]。なお、事業譲渡先の函館水電も渋沢が株主として関わっていた[17]
- 加藤政之助
- 西岡逾明